# Stuck (Thirty Seconds to Mars)
Stuck è un singolo del gruppo musicale statunitense Thirty Seconds to Mars, pubblicato l'8 maggio 2023 come primo estratto dal sesto album in studio It's the End of the World but It's a Beautiful Day.

## Descrizione
Stuck è stato annunciato dal frontman Jared Leto attraverso una serie di video di pochi secondi pubblicati tramite le pagine social del gruppo. In occasione della pubblicazione del brano è stato annunciata anche la lista tracce del relativo album di provenienza.

## Video musicale
Il video, reso disponibile in concomitanza con il lancio del singolo, è stato diretto da Jared Leto stesso e mostra quest'ultimo e il fratello Shannon accompagnati da vari figuranti e ballerini. La maggior parte delle sequenze è filmata in bianco e nero. Secondo Jared Leto, il video e la canzone sono un tributo celebrativo al mondo della moda, del design e alle persone che portano alla luce le creazioni artistiche nei diversi settori.
Il video ha ricevuto una candidatura agli MTV Video Music Awards 2023 come miglior video alternative.

## Tracce
Testi e musiche di Jared Leto.
Download digitale
1. Stuck – 3:02

Download digitale – remix
1. Stuck (Shannon Leto Remix) – 2:50

## Classifiche

### Classifiche settimanali
| Classifica (2023)                | Posizione massima |
| -------------------------------- | ----------------- |
| Canada (rock)                    | 39                |
| Repubblica Ceca                  | 49                |
| Russia                           | 6                 |
| Stati Uniti (alternative)        | 2                 |
| Stati Uniti (mainstream rock)    | 35                |
| Stati Uniti (rock & alternative) | 30                |

### Classifiche di fine anno
| Classifica (2024) | Posizione |
| ----------------- | --------- |
| Bielorussia       | 102       |
| Kazakistan        | 138       |
| Russia            | 200       |